# Mundialito 1981
Il Mundialito 1981, ufficialmente Portpier 81 International Ladies Football Festival, fu un torneo a inviti per nazionali di calcio femminile, tenuto in Giappone tra il 6 e il 9 settembre 1981. Fu in seguito considerata la prima edizione del Mundialito, competizione a inviti per nazionali di calcio femminile che si sarebbe disputata in Italia tra il 1984 e il 1988.
Furono invitate quattro squadre. Nonostante non tutti gli incontri siano stati disputati, l'Italia, pur avendo gli stessi punti della Danimarca, con la quale aveva pareggiato lo scontro diretto e rispetto alla quale vantava solo una miglior differenza reti, è considerata vincitrice del titolo.

## Risultati
| Squadra     | P.ti | G | V | N | P | GF | GS | DR  |
| ----------- | ---- | - | - | - | - | -- | -- | --- |
| Italia      | 3    | 2 | 1 | 1 | 0 | 10 | 1  | +9  |
| Danimarca   | 3    | 2 | 1 | 1 | 0 | 2  | 1  | +1  |
| Inghilterra | 2    | 2 | 1 | 0 | 1 | 4  | 1  | +3  |
| Giappone    | 0    | 2 | 0 | 0 | 2 | 0  | 13 | -13 |

| Kōbe 6 settembre 1981, ore 15.30                            | Danimarca | 1 – 1 referto | Italia | Stadio Centrale (3 000 spett.) |
| \| \| \| \| \| Pedersen 32’ \| Marcatori \| 65’ Vignotto \| |           |               |        |                                |
|                                                             |           |               |        |                                |
| Pedersen 32’                                                | Marcatori | 65’ Vignotto  |        |                                |

| Kōbe 6 settembre 1981, ore 17.30                                             | Giappone  | 0 – 4 referto                              | Inghilterra | Stadio Centrale (3 000 spett.) |
| \| \| \| \| \| \| Marcatori \| 45’, 48’ Gallimore 71’ Johnson 75’ Bampton \| |           |                                            |             |                                |
|                                                                              |           |                                            |             |                                |
|                                                                              | Marcatori | 45’, 48’ Gallimore 71’ Johnson 75’ Bampton |             |                                |

| Tokyo 9 settembre 1981, ore 17.30                                                                                       | Giappone  | 0 – 9 referto                                                                         | Italia | Nishigaoka Stadium (5 000 spett.) |
| \| \| \| \| \| \| Marcatori \| ?’ Morace ?’, ?’ Pierazzuoli ?’, ?’ Saldi ?’ Secci ?’, ?’ Vignotto ?’ (aut.) Takahara \| |           |                                                                                       |        |                                   |
| |           |                                                                                       |        |                                   |
| | Marcatori | ?’ Morace ?’, ?’ Pierazzuoli ?’, ?’ Saldi ?’ Secci ?’, ?’ Vignotto ?’ (aut.) Takahara |        |                                   |

| Tokyo 9 settembre 1981, ore 19.30              | Inghilterra | 0 – 1 referto | Danimarca | Nishigaoka Stadium (5 000 spett.) |
| \| \| \| \| \| \| Marcatori \| 49’ Pedersen \| |             |               |           |                                   |
|                                                |             |               |           |                                   |
|                                                | Marcatori   | 49’ Pedersen  |           |                                   |